# Karl-Heinz Bender
Karl-Heinz Bender (* 8. Oktober 1936 in Speyer; † 4. März 2017 in Schweich) war ein Romanist, der von 1971 bis 2005 an der Universität Trier romanische Literaturwissenschaft lehrte. Die deutsch-französischen Beziehungen bildeten einen Schwerpunkt seiner Lehr- und Forschungstätigkeit.

## Hochschullaufbahn
Nach einem Studium der Romanischen Philologie und der Geschichte an den Universitäten Heidelberg und Paris, das er mit der Promotion (bei Gerhard Hess) und dem Staatsexamen für das Lehramt an Gymnasien abschloss, führte ihn sein beruflicher Werdegang zunächst als Assistent von Hans Robert Jauß an die Universitäten Münster, Gießen und Konstanz. Nach der Habilitation in Konstanz wurde Bender 1971 an die Universität Trier berufen, wo er sich tatkräftig am Aufbau der Fächergruppe Romanistik beteiligte. 1980 erhielt er einen Ruf an die Universität Lausanne, den er aber zugunsten eines Verbleibs in Trier ablehnte. 1981 bis 1983 war er Dekan des Fachbereiches II Sprach- und Literaturwissenschaften.
2005 wurde Bender zum Ende des Sommersemesters emeritiert.

## Berufliches Wirken
Aus Benders Schwerpunkten in Lehre und Forschung – der romanischen Heldenepik, den deutsch-französischen Beziehungen und dem Beziehungsgeflecht zwischen Literatur und Macht – gingen zahlreiche Arbeiten und Publikationen sowie zwei große Forschungsprojekte hervor:
- Die französische Kreuzzugsepik mit einem ersten internationalen Kolloquium zur französischen Kreuzzugsepik 1984, welches viele in- und ausländische Forscher an die damals junge Universität Trier führte.
- Die dreibändige Edition der Memoiren Johann Christian von Mannlichs, des Hofmalers und Baudirektors am Zweibrücker Hof und späteren Zentralgaleriedirektors in München.

Darüber hinaus engagierte sich Bender ehrenamtlich in der Deutsch-Französischen Gesellschaft.

## Auszeichnungen
- 1988: Offizier des Ordre des Palmes Académiques (Offizierswürde der Französischen Republik), verliehen vom französischen Bildungsminister für sein jahrzehntelanges Engagement um die deutsch-französischen Beziehungen.
- 1990: Prix France-Allemagne, verliehen vom französischen Senatspräsident Alain Poher für seine Verdienste um die deutsch-französischen Beziehungen.
- 5. Mai 2003: Kommandeur des Ordre des Palmes Académiques (höchster Rang des Ordens), verliehen im Rahmen einer Feierstunde des Europarats.
- Ehrenmitglied des Observatoire des relations franco-allemandes pour la construction européenne. Diese Institution wurde anlässlich des 40. Jahresvertrages des Elysée-Vertrages gegründet. Weitere Ehrenmitglieder sind z. B. Joseph Rovan und Jacques Kosciusko-Morizet.[2]

## Werke

### Werke als Autor
- Mitterrand und die Deutschen (1938 - 1995). Oder die Wiedervereinigung der Karolinger. Bouvier, 1995, ISBN 3-416-02566-0
- Des Forces Françaises en Allemagne à L'Eurocorps. In: Francia 21/3, 1994, S. 213
- Realität und Roman. Die französische Restaurationsgesellschaft in Stendhals Le Rouge et le Noir, Zeitschrift für französische Sprache und Literatur 85 (1975), S. 193–210.
- Karl-Heinz Bender (historischer Teil), Hermann Kleber (dokumentarischer Teil): Le premier cycle de la croisade (Grundriss der romanischen Literaturen des Mittelalters). 1986/1987, ISBN 3-533-03671-5

### Werke als Herausgeber
- mit Johann Christian von Mannlich (Autor), Hermann Kleber (Hrsg.): Histoire de ma vie. Spee-Verlag, Trier 1993
- mit Hermann Kleber (Hrsg.): Les Epopees de la Croisade. Premier Colloque International (Treves, 6-11Aout 1984). Franz Steiner, Stuttgart 1987.